# 狄寶賽
狄寶賽（英語：Valery Sergei de Beausset，1915年2月13日—2009年10月18日），或譯狄卜賽、狄步銳，是出身美國的工程師。他曾在臺灣投入於美援工作。

## 生平

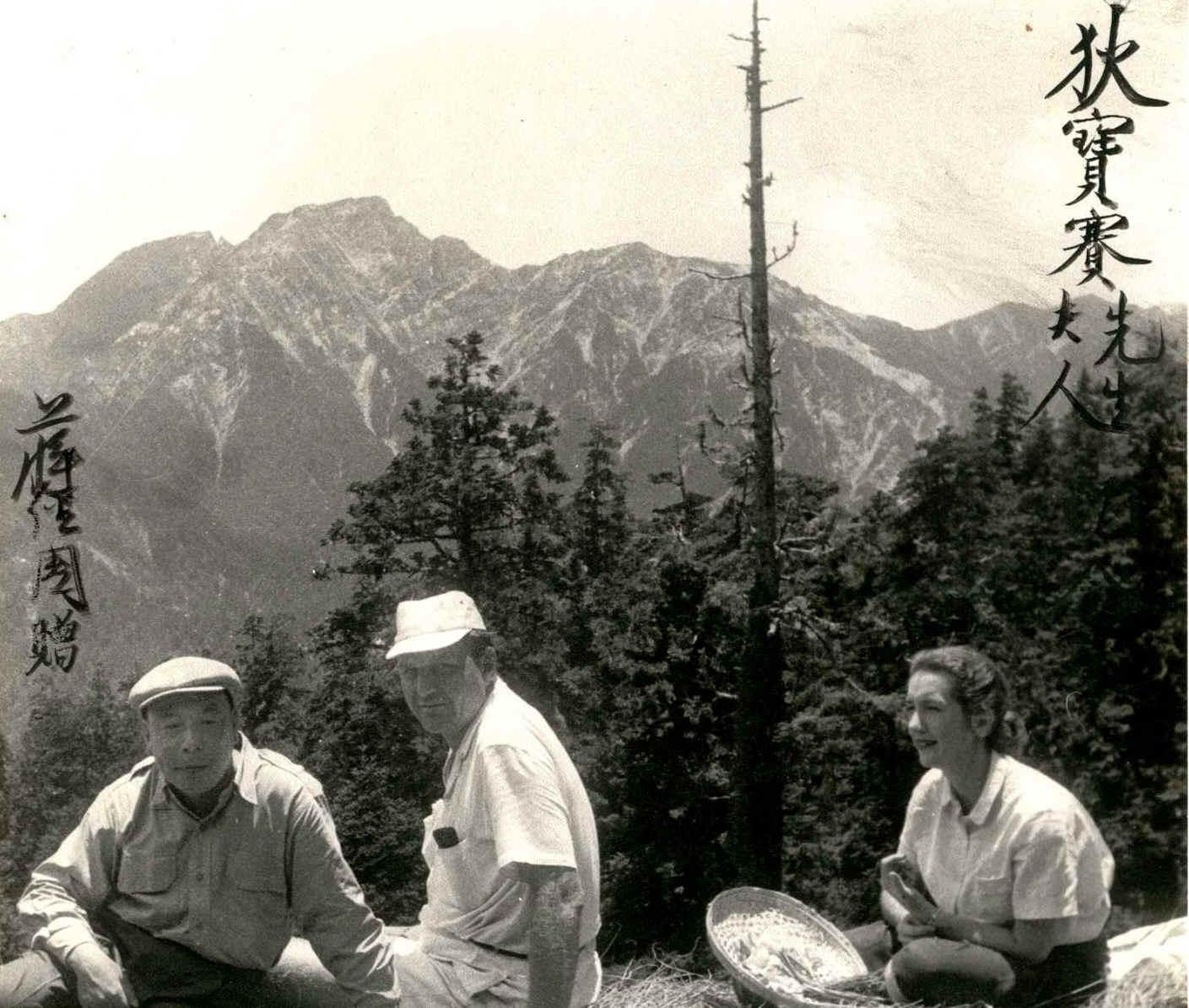
時任退輔會主任委員的蔣經國與狄寶賽夫婦在踏勘中部橫貫公路途中休息。

### 早年生活
1915年2月3日，狄寶賽出生於聖彼得堡一個軍人家庭。隨後，他的母親安娜在1917年俄國革命時帶領狄寶賽及其兄弟兩人逃往黑海及羅馬尼亞，終於1920年抵達美國。 求學時期，狄寶賽因崇敬斯蒂芬·铁摩辛柯（Stephen Prokofyevich Timoshenko），而曾將家中小狗暱稱為Timmy。

### 在臺灣的事業
1949年，狄寶賽隨中華民國政府抵達臺灣。
在1950至1957年間，狄寶賽擔任懷特工程顧問公司(The J.G. White Engineering Corporation)（簡稱“懷特公司”）在臺灣的企劃經理；該公司當時受美國經濟合作總署中國分署（Economic Cooperation Administration, Mission to China，簡稱ECA）及行政院美援運用委員會（簡稱美援會）聯合聘請，擔任美援運用與執行方面的工程顧問，並因而直接參與當時臺灣的經濟、工業、社會等方面建設的規劃及監督。
此後，狄寶賽因而與蔣經國、嚴家淦、吳國楨、陳誠、李國鼎、嚴演存等經常一同討論工作；同時，他的妻子康妮（ Constance Lee Stanton de Beausset）也經常隨行出席許多典禮場合，並曾擔任婦女會會長，更曾與蔣宋美齡一同接待美國副總統夫人帕特·尼克森，又參與籌劃東海大學設校，且同時在臺灣的廣播節目上教授美語。
1951年，狄寶賽受美援當局委託開始編撰「國家經建計劃書」。
1954年11月，狄寶賽等前往中臺灣山區踏勘中部橫貫公路建設路線，並規劃議定日後該道路主線的路徑。
1957年，狄寶賽離開臺灣。
當時，狄寶賽曾發表「狄寶賽報告」，該報告對臺灣經濟及產業發展等方面造成深遠影響。

### 晚年
2009年10月18日，狄寶賽過世於密西根州Grosse Ile。

## 外部連結
- 上山下海——美援臺灣計畫經理狄寶賽夫婦(第1頁)-數位典藏與數位學習聯合目錄 （页面存档备份，存于）
- "電力")+AND+(subject%3A"建設"))&forwardTo=/newdarc/darc-result.jsp&doTreeView=true&start=null 臺灣大學數位典藏資源中心Digital Archives Resource Center[永久]
- Valery S. de Beausset and US Aid to Taiwan /美援臺灣與狄 ... - VCenter （页面存档备份，存于）
- A Blog Post For My Grandfather: Valery Sergei de Beausset - Citizen Orange（英文）